# 八郷南テレビ中継局
座標: 北緯36度11分0.5秒 東経140度11分52.2秒 / 北緯36.183472度 東経140.197833度
八郷南テレビ中継局（やさとみなみテレビちゅうけいきょく）は、茨城県石岡市弓弦と茨城県かすみがうら市上佐谷の境にある浅間山山頂に置かれているデジタルテレビ中継局である。

## 概要
- 八郷南テレビ中継局は当初、東京親局からの電波と水戸親局からの電波の両方が受信できないかすみがうら市雪入地区を放送区域とする、NHK単独のデジタル新局・雪入テレビ中継局として計画されたが[1][2][3]、2010年7月31日にロードマップが変更になり[4]、やはり両方の電波が受信できない石岡市の旧八郷町南部地区とかすみがうら市雪入地区をカバーするように放送区域が変更され、名称も現行の八郷南中継局に変更された[4][5]。
- 八郷南中継局より南東付近に少し下ったかすみがうら市内の場所にアナログ放送の石岡中継局があったが、2011年7月24日をもって廃止された。八郷南中継局は、山頂付近の場所にデジタル新局として開設された。

### デジタルテレビ放送
| リモコン 番号 | 放送局名       | チャンネル 番号 | 空中線 電力 | ERP  | 偏波面   | 放送対象地域 | 放送区域 内世帯数 | 運用開始日      |
| ------------- | -------------- | --------------- | ----------- | ---- | -------- | ------------ | ----------------- | --------------- |
| 1             | NHK 水戸総合   | 20ch            | 500mW       | 4.4W | 垂直偏波 | 茨城県       | 2,518世帯         | 2010年 12月24日 |
| 2             | NHK 東京教育   | 13ch            | 500mW       | 4.5W | 垂直偏波 | 全国         | 2,518世帯         | 2010年 12月24日 |
| 4             | NTV 日本テレビ | 33ch            | 500mW       | 3.6W | 垂直偏波 | 関東広域圏   | 2,518世帯         | 2011年 10月5日  |
| 5             | EX テレビ朝日  | 43ch            | 500mW       | 3.6W | 垂直偏波 | 関東広域圏   | 2,518世帯         | 2011年 10月5日  |
| 6             | RX TBSテレビ   | 36ch            | 500mW       | 3.6W | 垂直偏波 | 関東広域圏   | 2,518世帯         | 2011年 10月5日  |
| 7             | TX テレビ東京  | 37ch            | 500mW       | 3.6W | 垂直偏波 | 関東広域圏   | 2,518世帯         | 2011年 10月5日  |
| 8             | CX フジテレビ  | 41ch            | 500mW       | 3.6W | 垂直偏波 | 関東広域圏   | 2,518世帯         | 2011年 10月5日  |

### 歴史
- 2010年12月3日…NHK・民放共、予備免許交付

#### NHK
- 2010年12月24日…本免許交付、同日から本放送開始

#### 民放
- 2011年9月26日…本免許交付
- 2011年10月5日…本放送開始

### 備考
- 放送エリアは、石岡市・かすみがうら市の各一部地域。
- 関東広域テレビ局は、地上アナログ放送終了後の開局。